# 로프라노
로프라노(이탈리아어: Rofrano)는 이탈리아 캄파니아주 살레르노도에 위치한 코무네다.

## 역사
마을은 3-4세기 사이에 농부들이 정착하며 생겨났고 루피움(Ruffium)이라는 이름으로 불렸다.